# Vincenzo Palermo

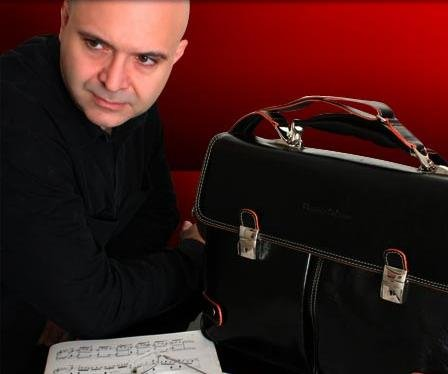
Vincenzo Palermo

Vincenzo Palermo (Napoli, 21 luglio 1967) è un compositore italiano.

## Biografia
Si è diplomato presso il Conservatorio di Napoli S. Pietro a Majella in pianoforte nel 1989, con il massimo dei voti e la lode, e in direzione d'orchestra nel 1996; ha studiato composizione con Francesco d'Avalos e Luciano Tomei a Napoli, dove si è diplomato nel 1995.
Le sue musiche sono state eseguite nell'ambito di cartelloni e di festival di musica contemporanea presso alcune tra le maggiori istituzioni concertistiche italiane: Teatro San Carlo di Napoli, Teatrino di Corte del S. Carlo di Napoli, Auditorium della RAI e Teatro Bellini di Napoli, Pomeriggi Musicali e Teatro di Porta Romana di Milano, il Lingotto di Torino, il Teatro Valle e il Teatro Sala Umberto di Roma, Teatro La Pergola di Firenze, Filarmonica Laudamo, Teatro Vittorio Emanuele e Teatro Savio (Accademia Filarmonica) di Messina, Teatro Rendano di Cosenza, Teatro Politeama (Stagioni concertistiche del Teatro Massimo) e Teatro Biondo di Palermo, Festival “Spazio Musica” di Cagliari, “Festival delle Città” di Portogruaro, Emilia-Romagna Festival, Teatro Verdi di Salerno; e all'estero in Francia, Inghilterra, Spagna, Grecia, Polonia, Croazia, Portogallo, Svizzera, Turchia, Stati Uniti, Russia, Canada, Messico, Australia, Cile, Portorico, Paraguay e Argentina.
Nel 1992 presenta al Teatro San Carlo di Napoli il suo Concerto per pianoforte e orchestra. Nel 1994, su commissione dei Pomeriggi Musicali di Milano, compone la Fantasia Boreale per pianoforte e orchestra. Nel 1996 e nel 1998 vince i premi per la composizione "Terenzio Gargiulo" e "Sebetia-ter". Nel 2004, su commissione del Ravello Festival, compone la Suite "Triplo Sogno" per ensemble di percussioni. Nel 2007, su commissione del Magna Grecia Festival e della presidenza della provincia di Crotone, compone l'Opera "I canti delle pietre". Nel 2012 e nel 2014, su commissione del Concorso Internazionale d'Arpa “Marcel Tournier”, compone due brani d'obbligo per arpa sola. Nel 2015 su commissione dell'Armonie d'Arte Festival compone il balletto "La terra degli ulivi parlanti" per voce recitante e orchestra con la partecipazione dell'attrice Mariangela D'Abbraccio. Nel 2017 presenta l'Oratorio sacro "Natuzza, canto alla bellezza", testo di Mons. Luigi Renzo, vescovo di Mileto, per voce recitante, soli, doppio coro e orchestra, interpretato dall'attore Alessandro Preziosi. Nel 2022, nel corso delle celebrazioni  del cinquantenario dalla scomparsa di Padre Mariano da Torino tenutesi presso la Basilica di San Lorenzo fuori le Mura in Roma, presenta l'Oratorio sacro "Padre Mariano, Pace e Bene!", testo di Maurizio Di Girolamo, per soli, voce recitante, doppio coro e orchestra. Nel 2022 gli viene commissionata la musica della piéce dal titolo “Raimondo. Vaniloquio non vano”, su un’opera inedita scritta per l’occasione da Silvio Perrella: il lavoro è ispirato dalla figura alta, controversa e di certo di grande fascino di Raimondo di Sangro, Principe di Sansevero interpretato da Toni Servillo, eccezionale protagonista dell’inaugurazione della XXII edizione di Armonie d’Arte Festival a Catanzaro. Nel 2023 gli viene commissionata da Rapsodie Agresti Calabre Opera Musica Festival, l'opera di teatro musicale "Troiane, noi siamo qui per Ecuba" su testi tratti dalle Troiane di Euripide, restituiti dalle voci di due straordinarie attrici: Beatrice Visibelli e Giusi Merli, in prima esecuzione presso le città di Locri e Crotone. 
Sue musiche sono edite principalmente da Sonzogno (Milano), oltre che da altri editori quali Berben (Ancona), B & W Italia (Roma), Preludio (Milano) e C.I.M. (Napoli) e incise su CD Beat Records e BMG Ricordi.

## Altro
Dopo il premio Milhaud ottenuto nel (1994) a Milano presso i Pomeriggi musicali, entra ben presto in contatto con diversi compositori italiani (fra cui Betta, Sollima, Einaudi, Ferrero, Tutino, Galante) operando spesso in sinergia in contesti riconosciuti dalla critica come musiche di frontiera.

## Premi e riconoscimenti
- Premio Milhaud - Milano (1994)
- Premio Terenzio Gargiulo - Napoli (1996)
- Premio Sebetia-Ter - Napoli (1998)
- Premio “Dalle Vie del Grano alle Vie del Mondo” - Eboli (2014)

## Catalogo

### Composizioni per orchestra
- Ihcra rep otrecnoc - Concerto per archi nº1 (1991)
- Antique Rites - Ouverture per orchestra (1995)
- Tunes to stars per orchestra (1996)
- Variazioni Napolitane per orchestra (1996)
- Ethereal Flames per orchestra (1997)
- Fontane d'aria - Concerto per archi nº2 (1998)
- Preludio Aureo per orchestra (2009)

### Composizioni per strumenti solisti e orchestra
- Concerto per pianoforte e orchestra nº1 (1992)
- Concerto per violino e orchestra  (1993)
- Suite Frigia per pianoforte e orchestra d'archi (1993)
- Canzonetta n°2 per violino, violoncello e orchestra d'archi (1993)
- Fantasia Boreale per pianoforte e orchestra (1995)
- Canzonetta n°3 per violino e orchestra d'archi (1995)
- Canzonetta n°4 per flauto, violino e pianoforte (1996)
- Concerto per flauto e orchestra (1999)
- Concerto per pianoforte e orchestra nº2 (2015)

### Opere liriche
- Raimondo De Sangro - opera in tre atti su libretto di Giovanni Battista Bilo  (1995)
- Sibilla - opera in un atto su libretto di Sigfrido Hobel  (2001)

### Teatro in musica
- Orfeo, Euridice di Rocco Familiari, regia Augusto Zucchi  (2001)
- Caro Eduardo di Nicola Fiore ed. 2003 (2003)
- I Canti delle Pietre da un'idea di Giancarlo Cauteruccio  (2007)
- Davide e il lupo di Francesco Marino (2008)
- Le montagne che camminano, opera-musical infantile su testo di Assunta Morrone (2014)
- Raimondo, vaniloquio non vano su un testo di Silvio Perrella  (2022)
- Troiane, noi siamo qui per Ecuba su un testi di Euripide  (2023)

### Balletti
- A dance on the ground per ensemble (2000)
- La terra degli ulivi parlanti per orchestra (2015)
- Bolero loop escape per live electronics (2025)

### Composizioni da camera
- Canzonetta n°1 per violino e pianoforte (1987)
- Introduzione e allegro per violino, clarinetto e pianoforte (1988)
- Quartetto per archi (1989)
- Eteriale per flauto e pianoforte (1991)
- Forse l'amore - tre liriche per soprano e pianoforte (1992)
- Quartetto per archi nº2 (1993)
- Trio per violino, violoncello e pianoforte (1994)
- Divertimento per ensemble o orchestra di flauti (1994)
- Canzonetta n°3 per violino e pianoforte (1994)
- Rounds per viola, violino e violoncello (1995)
- Corale per quartetto di flauti (1995)
- A Song of Liberty per arpa e pianoforte  (1996)
- Pink Song, Serenata per quartetto di sassofoni (1996)
- Seagull Tale per clarinetto e viola e pianoforte (1996)
- Brown Textures per pianoforte e arpa (1997)
- Fluto overdrive per due flauti e pianoforte (1997)
- Sonata per viola e pianoforte (1997)
- In dio sperate cantata per contralto e pianoforte (1997)
- Deep Blue Textures per clarinetto e arpa (1998)
- Sonata per clarinetto e pianoforte (1998)
- Bright Cyan Textures per flauto e arpa (1998)
- Indigo Textures per chitarra e arpa (2001)
- In the early morphings per flauto, chitarra, violino e violoncello (2002)
- Angeli per voce recitante, pianoforte e quartetto d'archi (2003)
- Triplo Sogno per ensemble di percussioni e contrabbasso (2004)
- Deared per flauto, violoncello e arpa (2005)
- Quartetto per archi nº3 (2005)
- Linea diversa per quartetto di arpe (2007)
- Corale con figure lignee - per due pianoforti (2008)
- Corale Sarabandato per trio di arpe (2012)
- Sonata per sassofono e pianoforte (2013)
- Danza degli stormi, per ensemble o orchestra di flauti (2014)
- Come l'onde e le sirene per pianoforte e quartetto di arpe (2015)
- Canto gemello, per sassofono contralto o baritono e pianoforte (2015)
- Orange Textures per violoncello e arpa (2016)
- Aria senza parole per flauto e chitarra (2016)
- Marble White Textures per arpa e pianoforte  (2017)
- Le fronde nel silenzio, Serenata per ensemble o orchestra di flauti (2018)

### Composizioni per voci, coro e orchestra o strumenti
- Frammenti del Tempo per soprano e pianoforte o orchestra d'archi (1994)
- I canti della pace per tenore, baritono, coro femminile e orchestra (1995-2001)
- La cantata dei naufraghi per soprano, mezzosoprano, coro femminile e arpa (1996)
- The sacred tree per soprano e piccola orchestra
- Easy Rendering Summertime per soprano e orchestra (1998)
- Ultime parole di Eleonora per soprano e ensemble (1999)
- Tre canti di Euridice per soprano, violoncello e pianoforte (2000)
- Luce Christi per soprano, mezzosoprano e orchestra d'archi (2002)
- I corali dei lunghi percorsi per coro, sintetizzatore e orchestra d'archi (2005)
- Ode a Natuzza per soprano, clarinetto e orchestra d'archi (2015)
- Mamma Natuzza canto alla bellezza, Oratorio per soli soprano e baritono, coro, coro di voci bianche, voce recitante, clarinetto concertante e orchestra (2017)
- Dei Sententiae Sonantes, Oratorio da camera per solo soprano, coro femminile, voce recitante e ensemble (2018)
- Padre Mariano, Pace e Bene!, Oratorio per soli soprano e baritono, coro, coro di voci bianche, voce recitante e orchestra (2020)
- Bicinia Deceptionis, per coro femminile (2022)
- Salve Regina per soprano, mezzosoprano e orchestra d'archi (2022)
- Gianfranco Maria Chiti,

Granatiere e Frate
Cappuccino, Oratorio per coro, coro di voci bianche, voci recitanti e orchestra (2023)

### Musica per pianoforte
- Cinque piccoli pezzi (1987)
- Tema e variazioni (1988)
- Sonata n°1  (1989)
- Notturno n°1  (1992)
- Notturno n°2  (1993)
- Notturno n°3   (1994)
- Sonata n°2  (1997)
- Notturno n°4    (1998)
- Studi della parallasse - cinque studi per pianoforte (2005)
- Notturno n°5    (2006)
- Notturno n°6    (2018)
- Notturno n°7    (2022)

### Musica per strumento solo
- Corale con figure lignee (2008) per organo
- L'arpa di Ermete (2012) per arpa
- Primo graffito sull'anfora (2014) per arpa
- Il Distico della Sibilla di Efeso (2017) per arpa
- Recitativo e Vaticinio sibillino (2019) per flauto solo
- Lento Elegiaco (2019) per arpa
- Street Rhapsody (2021) per sassofono contralto
- Lumen (2025) per flauto solo

## Discografia
| Anno | Titolo | Genere          | Etichetta discografica |
| ---- | --- | --------------- | ---------------------- |
| 1994 | Ten for two - "A song of liberty" per pianoforte e arpa                                                                                              | Musica classica | BMG Ricordi            |
| 1995 | Castriota Farace Palermo - "Danzastasi", "Canzonetta n.2" per violino e pianoforte                                                                   | Musica classica | Pentaphon              |
| 1996 | Lorenzo Castriota Skanderbeg dirige i Novi Musici - "Suite Frigia" per pianoforte e orchestra, "Canzonetta n.2" per violino, violoncello e orchestra | Musica classica | Pentaphon              |
| 2014 | I Dischi del Mem vol.1 - Sonata per sassofono e pianoforte                                                                                           | Musica classica | Preludiomusic          |
| 2018 | "IMÁGENES" Elisa Torres, arpa - "Orange Textures" per arpa e violoncello - Luis Miguel Rojas, violoncello.                                           | Musica classica | FNCP Puerto Rico       |
| 2020 | "DOWN THE ROAD" Giovanni De Luca, sassofono - Francesco Silvestri, pianoforte "Canto Gemello" per sassofono e pianoforte. 7.46160911427              | Musica classica | Da Vinci               |
| 2022 | "SEVEN MUSICAL PICTURES" Giovanni De Luca, sassofono - "Street Rhapsody" per sassofono contralto solo                                                | Musica classica | EMAVinci L&C           |

### Biografie
- Pagina biografica dell'editore Sonzogno
- Biografia in dettaglio sul sito del compositore.

### Audio
- Canzonetta n°2 per violino, violoncello e orchestra d'archi.

### Video
- Concerto n°1 per pianoforte e orchestra. Teatro San Carlo di Napoli
- Preludio Aureo per orchestra. Teatro Rendano di Cosenza

| Controllo di autorità | VIAF (EN) 58824369 · LCCN (EN) no2005113273 |